# Ковартс (Алабама)
Ковартс (англ. Cowarts) — місто (англ. town) в США, в окрузі Г'юстон штату Алабама. Населення — 1930 осіб (2020).

## Географія
Ковартс розташований за координатами 31°12′22″ пн. ш. 85°18′35″ зх. д. / 31.20611° пн. ш. 85.30972° зх. д. (31.206248, -85.309769). За даними Бюро перепису населення США в 2010 році місто мало площу 18,89 км², з яких 18,78 км² — суходіл та 0,11 км² — водойми.

## Демографія
Згідно з переписом 2010 року, у місті мешкала 1871 особа в 734 домогосподарствах у складі 557 родин. Густота населення становила 99 осіб/км². Було 814 помешкання (43/км²).
Расовий склад населення:
| - 80,8 % — білих - 14,6 % — чорних або афроамериканців - 0,7 % — корінних американців - 0,1 % — азіатів |

До двох чи більше рас належало 3,2 %. Частка іспаномовних становила 1,7 % від усіх жителів.
За віковим діапазоном населення розподілялося таким чином: 24,3 % — особи молодші 18 років, 61,5 % — особи у віці 18—64 років, 14,2 % — особи у віці 65 років та старші. Медіана віку мешканця становила 40,1 року. На 100 осіб жіночої статі у місті припадало 94,7 чоловіків; на 100 жінок у віці від 18 років та старших — 93,3 чоловіків також старших 18 років.
Середній дохід на одне домашнє господарство становив 52 438 доларів США (медіана — 43 533), а середній дохід на одну сім'ю — 59 071 долар (медіана — 47 292). Медіана доходів становила 37 368 доларів для чоловіків та 29 615 доларів для жінок. За межею бідності перебувало 11,7 % осіб, у тому числі 16,7 % дітей у віці до 18 років та 8,2 % осіб у віці 65 років та старших.
Цивільне працевлаштоване населення становило 924 особи. Основні галузі зайнятості: освіта, охорона здоров'я та соціальна допомога — 23,4 %, роздрібна торгівля — 11,7 %, транспорт — 10,8 %.